# Swiki
Un Swiki (Squeak Wiki) es un wiki escrito en Squeak, una versión multiplataforma y abierta del lenguaje Smalltalk. A diferencia de otros wikis, Swiki tiene su propio servidor web incorporado y se puede configurar en qué puerto va a dar el servicio, de manera que puede convivir con otros servidores web como Apache. 
Consta de una máquina virtual (virtual machine), una imagen con las clases requeridas y una serie de directorios y archivos en donde se alojan las páginas web. No utiliza bases de datos sino que todas las páginas son levantadas en memoria al iniciarse el servidor. Cada nuevo Swiki consiste en un directorio en el que se van agregando páginas numeradas correlativamente.
Swiki es uno de los wikis más sencillos de editar y es de propósito general; no está pensado para ningún tipo de servicio en particular. No tiene editor WYSIWYG pero sus comandos de edición son pocos y de fácil uso.  